# Julius Fromm
Julius Fromm, właśc. Israel From (ur. 4 marca 1883 w Koninie, zm. 12 maja 1945 w Londynie) – polsko-niemiecki chemik żydowskiego pochodzenia, wynalazca technologii produkcji prezerwatyw z ciekłej gumy (lateksu) cienkościennej i bezszwowej.

## Życiorys
Julius Fromm urodził się w ubogiej żydowskiej rodzinie Sary i Barucha Frommów w Koninie, na terenie Królestwa Polskiego. Był najstarszym z szóstki rodzeństwa. Z powodów ekonomicznych cała rodzina w 1893 wyemigrowała do Berlina w Niemczech, gdzie utrzymywali się z ręcznej produkcji papierosów. W 1906 po śmierci ojca i brata Julius Fromm był zmuszony zająć się utrzymaniem całej rodziny. Ożenił się w 1906, a w 1912, po skończeniu wieczorowych kursów chemii, otworzył zakład Fromm Act Gummiwerke Company Ltd. – produkcja i sprzedaż perfum i wyrobów gumowych dla firm.
W 1912 wykorzystując zmiany w seksualności Europy i bardzo liberalne podejście do tych spraw w Niemczech, wynalazł i opatentował sposób produkcji nowoczesnej bezszwowej lateksowej prezerwatywy. Dotychczasowe prezerwatywy wykonywane były z jelit zwierzęcych, pęcherzy ryb i grubych gum. Lateks do ich produkcji pierwszy zastosował pod koniec XIX w. Charles Goodyear, były to jednak produkty wykonane z grubej gumy i ze szwami, dlatego patent Fromma został szybko doceniony i w krótkim czasie został największym dostawcą prezerwatyw dla armii niemieckiej. Mimo klęski Niemiec w I wojnie światowej w 1918 roku, awans Fromma do wiodących producentów prezerwatyw nie został zatrzymany.
Pierwszą fabrykę otworzył w 1922 w Berlinie. Ruszyła wtedy masowa produkcja prezerwatyw Fromm Acts. Nazwa ta stała się w krótkim czasie synonimem prezerwatywy. Naraził się tym przy okazji katolickim biskupom w Niemczech, protestującym przeciwko wszystkim środkom zapobiegającym ciąży. Po wiekach prowizorycznej antykoncepcji prezerwatywy Fromm Acts sprzedawały się – mimo zakazu reklamy – bardzo dobrze. Dopiero w latach 30. XX w. mógł reklamować swój wyrób hasłem Die Konkurrenz platzt (Konkurencja pęka). Zapotrzebowanie na tanie środki planowania rodziny było wtedy spore. Dzięki jego wynalazkowi miliony Niemców poznały sposób na ochronę przed chorobami wenerycznymi, a także na regulację urodzeń. Fromm poszerzył asortyment, produkując prezerwatywy w różnych kolorach. Sprzedaż zwiększył też za pomocą automatów. W 1926 firma Fromma posiadała przedstawicielstwa na całym świecie – od Antwerpii do Reykjaviku, aż po Auckland. W 1931 Fromm sprzedawał ich ok. 50 mln rocznie.

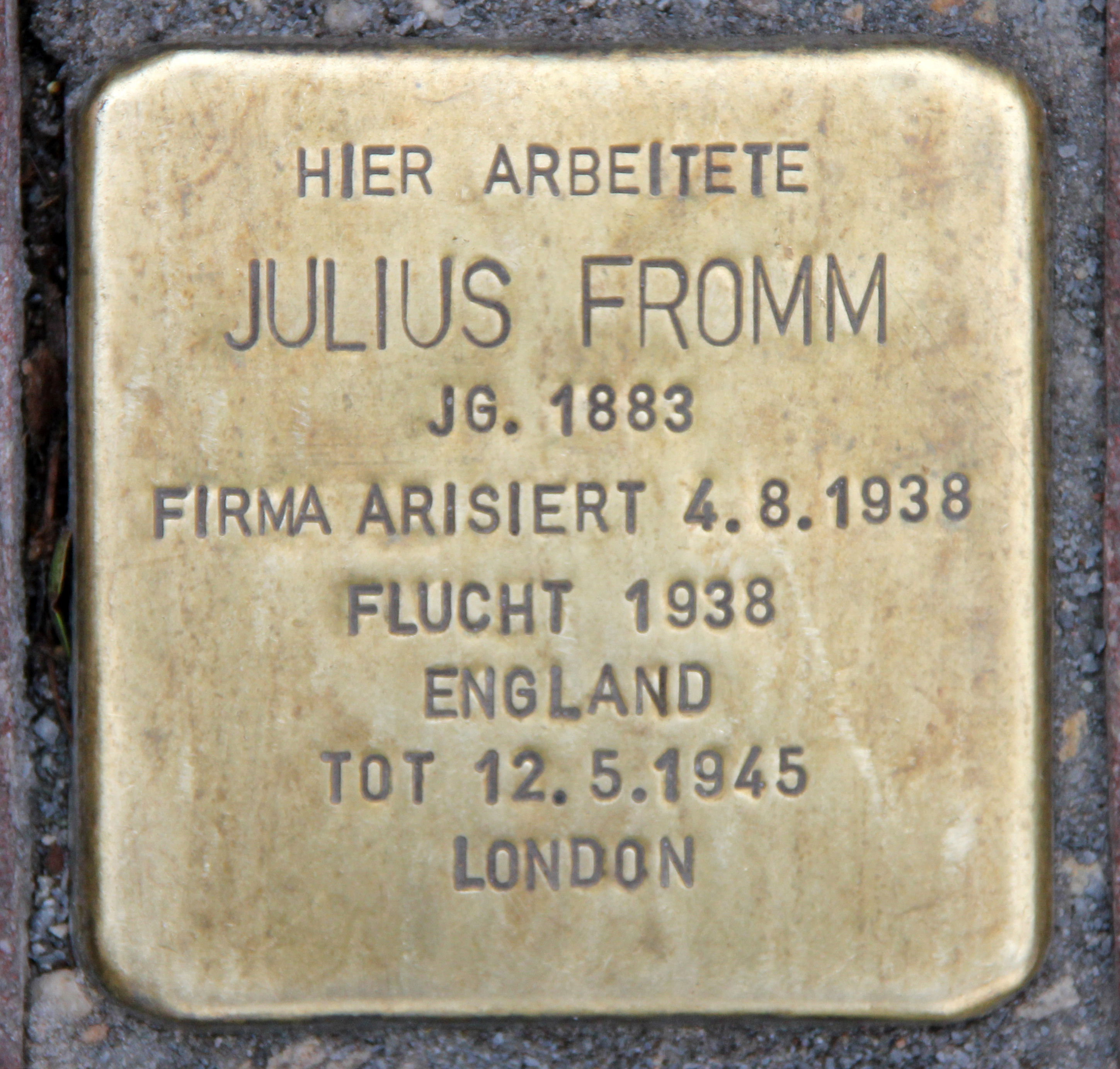
Kamień pamięci (Stolperstein) w Köpenick, upamiętniający Juliusa Fromma

Gdy do władzy w Niemczech doszli naziści, Fromm początkowo ignorował zagrożenie, ufny, że w ochronie dobrze prosperującego interesu pomogą mu dwaj niemieccy dyrektorzy jego przedsiębiorstwa Berthold Viert i Karl Lewis, którzy byli członkami NSDAP. Mimo tego w 1934, jego najstarszy syn Maks wyjechał do Francji w obawie przed nazistami. W 1938 hitlerowcy,w ramach tzw. aryzacji,  zmusili Fromma do sprzedaży przedsiębiorstwa za kwotę 116 000 marek, matce chrzestnej Hermanna Göringa, Elizabeth von Epenstein, 
Julius Fromm wraz z częścią rodziny uciekł do Anglii. W Niemczech został jego brat i dwie siostry, którzy zginęli w obozie zagłady Auschwitz-Birkenau w Oświęcimiu. Julius Fromm zmarł na atak serca w Londynie 12 maja 1945, zaledwie kilka dni po zakończeniu II wojny światowej w Europie.
Rodzina Fromma nigdy  nie odzyskała swojego majątku. Najpierw ich żądania odrzucał ZSRR, pod którego okupacją znalazły się te tereny, a potem sądy odrzuciły pozwy, powołując się na akt sprzedania firmy rodzinie Göringa, a nie zabranie jej przez nazistów. Fabryki, które znalazły  się po stronie Niemiec wschodnich, znacjonalizowano w 1949. Syn Juliusa Fromma, Herbert, odkupił od kuzyna Göringa prawa do marki Fromm Acts. Licencję tę do dzisiaj wykorzystuje do produkcji prezerwatyw Billy Boy przedsiębiorstwo Mapa GmbH w Zeven.

## Upamiętnienie
W 2019 w Muzeum Okręgowym w Koninie zorganizowano pierwszą w Polsce wystawę poświęconą Juliusowi Frommowi.